# باول دينمان
باول دينمان (بالإنجليزية: Paul Denman)‏ هو كاتب أغاني بريطاني، ولد في 29 يوليو 1957 في كينغستون أبون هال في المملكة المتحدة.

## روابط خارجية
- باول دينمان على موقع IMDb (الإنجليزية)
- باول دينمان على موقع ميوزك برينز (الإنجليزية)
- باول دينمان على موقع أول ميوزيك (الإنجليزية)
- باول دينمان على موقع ديسكوغز (الإنجليزية)